# Olympische Winterspiele 1984/Teilnehmer (BR Deutschland)
| Gelbes Symbol für Goldmedaillen mit stilisierten Olympischen Ringen | Graues Symbol für Silbermedaillen mit stilisierten Olympischen Ringen | Braundes Symbol für Bronzemedaillen mit stilisierten Olympischen Ringen |
| ------------------------------------------------------------------- | --------------------------------------------------------------------- | ----------------------------------------------------------------------- |
| 2                                                                   | 1                                                                     | 1                                                                       |

Die Bundesrepublik Deutschland nahm an den Olympischen Winterspielen 1984 in Sarajevo mit einer Delegation von 84 Athleten teil, davon 69 Männer und 15 Frauen. Im Medaillenspiegel belegte man den achten Rang.
Die Eisschnellläuferin Monika Pflug trug die Fahne Deutschlands während der Eröffnungsfeier.
Erfolgreichster Sportler war der Biathlet Peter Angerer, der je eine Gold-, Silber- und Bronzemedaille gewann.

## Medaillen

### Medaillenspiegel
| Rang | Sportart   | Gold | Silber | Bronze | Gesamt |
| ---- | ---------- | ---- | ------ | ------ | ------ |
| 1    | Biathlon   | 1    | 1      | 1      | 3      |
| 2    | Rennrodeln | 1    | —      | —      | 1      |

### Medaillengewinner
| Name/n                                                  | Sportart   | Wettkampf          |
| ------------------------------------------------------- | ---------- | ------------------ |
| Gold                                                    |            |                    |
| Peter Angerer                                           | Biathlon   | 20 km Einzel       |
| Hans Stanggassinger Franz Wembacher                     | Rennrodeln | Doppelsitzer       |
| Silber                                                  |            |                    |
| Peter Angerer                                           | Biathlon   | 10 km Sprint       |
| Bronze                                                  |            |                    |
| Peter Angerer Fritz Fischer Walter Pichler Ernst Reiter | Biathlon   | 4 × 7,5 km Staffel |

## Teilnehmer nach Sportarten

### Biathlon
| Athleten                                                | Wettbewerbe        | Zeit        | Fehler                              | Rang   |
| ------------------------------------------------------- | ------------------ | ----------- | ----------------------------------- | ------ |
| Männer                                                  |                    |             |                                     |        |
| Peter Angerer                                           | 10 km Sprint       | 31:02,4 min | 1                                   | Silber |
| Peter Angerer                                           | 20 km Einzel       | 1:11:52,7 h | 2                                   | Gold   |
| Fritz Fischer                                           | 10 km Sprint       | 32:04,7 min | 2                                   | 8      |
| Fritz Fischer                                           | 20 km Einzel       | 1:15:49,7 h | 4                                   | 7      |
| Walter Pichler                                          | 10 km Sprint       | 32:30,2 min | 1                                   | 16     |
| Ernst Reiter                                            | 20 km Einzel       | 1:20:37,4 h | 5                                   | 22     |
| Peter Angerer Fritz Fischer Walter Pichler Ernst Reiter | 4 × 7,5 km Staffel | 1:39:05,1 h | 1 Strafrunde, 9 Nachlader (0+4+1+5) | Bronze |

### Bob
| Athleten                                                             | Wettbewerb | Lauf 1  | Lauf 1 | Lauf 2  | Lauf 2 | Lauf 3  | Lauf 3 | Lauf 4  | Lauf 4 | Gesamt      | Gesamt |
| Athleten                                                             | Wettbewerb | Zeit    | Rang   | Zeit    | Rang   | Zeit    | Rang   | Zeit    | Rang   | Zeit        | Rang   |
| -------------------------------------------------------------------- | ---------- | ------- | ------ | ------- | ------ | ------- | ------ | ------- | ------ | ----------- | ------ |
| Männer                                                               |            |         |        |         |        |         |        |         |        |             |        |
| Anton Fischer Hans Metzler                                           | Zweierbob  | 52,29 s | 7      | 52,25 s | 7      | 52,18 s | 9      | 52,46 s | 11     | 3:29,18 min | 8      |
| Andreas Weikenstorfer Hans Jürgen Hartmann                           | Zweierbob  | 52,31 s | 8      | 53,05 s | 15     | 52,60 s | 15     | 52,45 s | 10     | 3:30,41 min | 11     |
| Klaus Kopp Günther Neuburger Gerhard Oechsle Hans-Joachim Schumacher | Viererbob  | 50,71 s | 9      | 51,09 s | 9      | 51,01 s | 7      | 51,34 s | 11     | 3:24,15 min | 9      |
| Anton Fischer Uwe Eisenreich Hans Metzler Franz Nießner              | Viererbob  | 51,08 s | 14     | 51,39 s | 16     | 51,48 s | 14     | 51,36 s | 12     | 3:25,31 min | 14     |

### Eishockey
Die deutsche Mannschaft belegte von zwölf Mannschaften den fünften Platz.
| Wettbewerb       | Männer |
| ---------------- | --- |
| Spieler          | Manfred Ahne Ignaz Berndaner Michael Betz Bernhard Englbrecht Karl Friesen Dieter Hegen Ulrich Hiemer Ernst Höfner Udo Kießling Harold Kreis Marcus Kuhl Erich Kühnhackl Andreas Niederberger Joachim Reil Franz Reindl Roy Roedger Peter Scharf Helmut Steiger Gerd Truntschka Manfred Wolf |
| Trainer          | Xaver Unsinn |
| Vorrunde         | Jugoslawien 8:1 (1:1, 4:0, 3:0) Polen 8:5 (2:2, 3:1, 3:2) Schweden 1:1 (1:0, 0:0, 0:1) Sowjetunion 1:6 (1:4, 0:2, 0:0) 0:1 (0:1, 0:0, 0:0) Italien 9:4 (1:0, 5:1, 3:3) |
| Spiel um Platz 5 | Finnland 7:2 (1:2, 1:2, 5:0) |
| Platzierung      | 5 |

### Eiskunstlauf
| Athleten                        | Wettbewerbe | Pflichtprogramm/-tanz | Kurzprogramm/-tanz | Kür/Kürtanz | Gesamt    | Gesamt |
| Athleten                        | Wettbewerbe | Punkte                | Rang               | Rang        | Bewertung | Rang   |
| ------------------------------- | ----------- | --------------------- | ------------------ | ----------- | --------- | ------ |
| Frauen                          |             |                       |                    |             |           |        |
| Claudia Leistner                | Einzel      | 9                     | 10                 | 8           | 17,4      | 9      |
| Manuela Ruben                   | Einzel      | 6                     | 11                 | 7           | 15,0      | 7      |
| Männer                          |             |                       |                    |             |           |        |
| Rudi Cerne                      | Einzel      | 3                     | 6                  | 4           | 8,2       | 4      |
| Heiko Fischer                   | Einzel      | 6                     | 10                 | 12          | 19,6      | 10     |
| Norbert Schramm                 | Einzel      | 9                     | 7                  | 8           | 16,2      | 9      |
| Mixed                           |             |                       |                    |             |           |        |
| Petra Born/Rainer Schönborn     | Eistanz     | 9                     | 9                  | 9           | 18,0      | 13     |
| Leonardo Azzola Claudia Massari | Paarlauf    | –                     | 11                 | 13          | 18,5      | 9      |

### Eisschnelllauf
| Athleten             | Wettbewerbe | Zeit         | Rang |
| -------------------- | ----------- | ------------ | ---- |
| Frauen               |             |              |      |
| Monika Pflug         | 500 m       | 42,40 s      | 7    |
| Monika Pflug         | 1000 m      | 1:25,87 min  | 8    |
| Sigrid Smuda         | 500 m       | 43,74 s      | 20   |
| Sigrid Smuda         | 1000 m      | 1:27,05 min  | 15   |
| Sigrid Smuda         | 1500 m      | 2:10,55 min  | 10   |
| Sigrid Smuda         | 3000 m      | 4:53,22 min  | 18   |
| Männer               |             |              |      |
| Hansjörg Baltes      | 1500 m      | 2:02,68 min  | 26   |
| Hansjörg Baltes      | 5000 m      | 7:50,33 min  | 37   |
| Andreas Lemcke       | 1000 m      | 1:19,39 min  | 26   |
| Andreas Lemcke       | 1500 m      | 2:03,13 min  | 27   |
| Andreas Lemcke       | 5000 m      | 7:41,69 min  | 29   |
| Hans-Peter Oberhuber | 500 m       | 39,39 s      | 19   |
| Hans-Peter Oberhuber | 1000 m      | 1:19,13 min  | 23   |
| Wolfgang Scharf      | 1500 m      | 2:02,64 min  | 25   |
| Wolfgang Scharf      | 5000 m      | 7:40,90 min  | 28   |
| Wolfgang Scharf      | 10.000 m    | 15:40,74 min | 28   |
| Uwe Streb            | 500 m       | 39,78 s      | 26   |
| Uwe Streb            | 1000 m      | 1:18,65 min  | 15   |

### Nordische Kombination
| Athleten         | Wettbewerb           | Skispringen | Skispringen | Langlauf    | Langlauf | Langlauf | Gesamt  | Gesamt |
| Athleten         | Wettbewerb           | Punkte      | Rang        | Zeit        | Rang     | Punkte   | Punkte  | Rang   |
| ---------------- | -------------------- | ----------- | ----------- | ----------- | -------- | -------- | ------- | ------ |
| Männer           |                      |             |             |             |          |          |         |        |
| Dirk Kramer      | Einzel Normalschanze | 189,0       | 19          | 49:43,7 min | 191,245  | 13       | 380,245 | 18     |
| Thomas Müller    | Einzel Normalschanze | 209,1       | 3           | 49:32,7 min | 192,895  | 12       | 401,995 | 5      |
| Hubert Schwarz   | Einzel Normalschanze | 181,6       | 23          | 51:42,0 min | 173,500  | 26       | 355,100 | 24     |
| Hermann Weinbuch | Einzel Normalschanze | 201,6       | 10          | 49:13,4 min | 195,790  | 10       | 397,390 | 8      |

### Rennrodeln
| Athlet                              | Wettbewerb   | Lauf 1   | Lauf 1 | Lauf 2   | Lauf 2 | Lauf 3   | Lauf 3 | Lauf 4   | Lauf 4 | Gesamt       | Gesamt |
| Athlet                              | Wettbewerb   | Zeit     | Rang   | Zeit     | Rang   | Zeit     | Rang   | Zeit     | Rang   | Zeit         | Rang   |
| ----------------------------------- | ------------ | -------- | ------ | -------- | ------ | -------- | ------ | -------- | ------ | ------------ | ------ |
| Frauen                              |              |          |        |          |        |          |        |          |        |              |        |
| Andrea Hatle                        | Einsitzer    | 43,397 s | 14     | 42,072 s | 4      | 42,102 s | 6      | 41,920 s | 5      | 2:49,491 min | 8      |
| Constanze Zeitz                     | Einsitzer    | 42,707 s | 10     | 42,679 s | 12     | 42,300 s | 11     | 42,150 s | 11     | 2:49,836 min | 9      |
| Männer                              |              |          |        |          |        |          |        |          |        |              |        |
| Thomas Rzeznizok                    | Einsitzer    | 46,704 s | 11     | 46,970 s | 12     | 47,154 s | 16     | 46,539 s | 12     | 3:07,367 min | 12     |
| Johannes Schettel                   | Einsitzer    | 47,318 s | 16     | 47,071 s | 15     | 46,947 s | 13     | DSQ      | DSQ    | DSQ          | DSQ    |
| Hans Stanggassinger Franz Wembacher | Doppelsitzer | 41,880 s | 2      | 41,740 s | 1      | –        | –      | –        | –      | 1:23,620 min | Gold   |
| Thomas Schwab Wolfgang Staudinger   | Doppelsitzer | 42,267 s | 8      | 42,367 s | 9      | –        | –      | –        | –      | 1:24,366 min | 8      |

### Ski Alpin
| Athleten            | Wettbewerbe  | 1. Lauf     | 1. Lauf | 2. Lauf     | 2. Lauf | Gesamt      | Gesamt |
| Athleten            | Wettbewerbe  | Zeit        | Rang    | Zeit        | Rang    | Zeit        | Rang   |
| ------------------- | ------------ | ----------- | ------- | ----------- | ------- | ----------- | ------ |
| Frauen              |              |             |         |             |         |             |        |
| Irene Epple         | Abfahrt      | –           | –       | –           | –       | 1:15,65 min | 23     |
| Irene Epple         | Riesenslalom | 1:11,64 min | 22      | 1:13,88 min | 22      | 2:25,52 min | 21     |
| Maria Epple         | Riesenslalom | 1:10,40 min | 10      | 1:13,25 min | 14      | 2:23,65 min | 13     |
| Maria Epple         | Slalom       | 49,63 s     | 11      | 49,14 s     | 11      | 1:38,77 min | 12     |
| Michaela Gerg       | Riesenslalom | 1:12,18 min | 32      | 1:14,10 min | 24      | 2:26,58 min | 24     |
| Marina Kiehl        | Abfahrt      | –           | –       | –           | –       | 1:14,30 min | 6      |
| Marina Kiehl        | Riesenslalom | 1:09,70 min | 5       | 1:12,33 min | 5       | 2:22,03 min | 5      |
| Regine Mösenlechner | Abfahrt      | –           | –       | –           | –       | 1:15,16 min | 17     |
| Heidi Wiesler       | Abfahrt      | –           | –       | –           | –       | 1:14,98 min | 14     |
| Männer              |              |             |         |             |         |             |        |
| Florian Beck        | Slalom       | 53,49 s     | 18      | DNF         | DNF     | DNF         | DNF    |
| Peter Dürr          | Abfahrt      | –           | –       | –           | –       | DNF         | DNF    |
| Klaus Gattermann    | Abfahrt      | –           | –       | –           | –       | 1:47,12 min | 12     |
| Egon Hirt           | Riesenslalom | 1:22,45 min | 14      | 1:21,66 min | 11      | 2:44,11 min | 13     |
| Egon Hirt           | Slalom       | DNF         | DNF     | DNF         | DNF     | DNF         | DNF    |
| Herbert Renoth      | Abfahrt      | –           | –       | –           | –       | 1:48,39 min | 22     |
| Sepp Wildgruber     | Riesenslalom | –           | –       | –           | –       | 1:46,53 min | 7      |

### Skilanglauf
| Athleten                                               | Wettbewerbe       | Zeit          | Rang |
| ------------------------------------------------------ | ----------------- | ------------- | ---- |
| Frauen                                                 |                   |               |      |
| Karin Jäger                                            | 10 km Klassisch   | 35:05,2 min   | 33   |
| Karin Jäger                                            | 20 km Freistil    | 1:06:20,2 min | 19   |
| Männer                                                 |                   |               |      |
| Jochen Behle                                           | 15 km Klassisch   | DNF           | DNF  |
| Jochen Behle                                           | 30 km Klassisch   | 1:32:58,7 h   | 15   |
| Stefan Dotzler                                         | 15 km Klassisch   | 44:02,6 min   | 30   |
| Stefan Dotzler                                         | 30 km Klassisch   | 1:37:39,9 h   | 37   |
| Josef Schneider                                        | 15 km Klassisch   | 45:08,7 min   | 37   |
| Josef Schneider                                        | 50 km Freistil    | 2:29:29,5 min | 35   |
| Franz Schöbel                                          | 15 km Klassisch   | 44:11,1 min   | 33   |
| Franz Schöbel                                          | 50 km Freistil    | 2:30:30,2 min | 37   |
| Peter Zipfel                                           | 30 km Klassisch   | 1:36:26,6 min | 33   |
| Peter Zipfel                                           | 50 km Freistil    | 2:30:57,7 min | 38   |
| Jochen Behle Stefan Dotzler Franz Schöbel Peter Zipfel | 4 × 10 km Staffel | 1:35:13,1 h   | 6    |

### Skispringen
| Athleten        | Wettbewerb    | 1. Durchgang | 1. Durchgang | 1. Durchgang | 2. Durchgang | 2. Durchgang | 2. Durchgang | Gesamt | Gesamt |
| Athleten        | Wettbewerb    | Weite        | Punkte       | Rang         | Weite        | Punkte       | Rang         | Punkte | Rang   |
| --------------- | ------------- | ------------ | ------------ | ------------ | ------------ | ------------ | ------------ | ------ | ------ |
| Männer          |               |              |              |              |              |              |              |        |        |
| Andi Bauer      | Normalschanze | 87,0 m       | 104,7        | 3            | 83,0 m       | 97,3         | 19           | 202,0  | 11     |
| Andi Bauer      | Großschanze   | 105,0 m      | 102,2        | 4            | 100,5 m      | 92,4         | 15           | 194,6  | 7      |
| Thomas Klauser  | Normalschanze | 77,0 m       | 83,2         | 41           | 73,5 m       | 76,1         | 48           | 159,3  | 47     |
| Peter Rohwein   | Normalschanze | 83,0 m       | 94,3         | 23           | 69,0 m       | 66,9         | 55           | 161,2  | 44     |
| Peter Rohwein   | Großschanze   | 92,5 m       | 77,7         | 37           | 95,0 m       | 80,7         | 35           | 158,4  | 35     |
| Georg Waldvogel | Normalschanze | 83,0 m       | 96,8         | 20           | 80,0 m       | 91,0         | 28           | 187,8  | 22     |
| Georg Waldvogel | Großschanze   | 95,0 m       | 82,7         | 29           | 89,0 m       | 71,8         | 42           | 154,5  | 38     |